# Brunatna pajęczyna
Brunatna pajęczyna (niem. Rotation) – wschodnioniemiecki dramat filmowy z 1949 roku w reżyserii Wolfganga Staudtego. 

## Fabuła
Mechanik Behnke rozważa wstąpienie do NSDAP, aby zapewnić sobie dostatnie życie. Jednak, gdy jego żydowscy sąsiedzi zostają przez jego rodaków wywiezieni do obozu koncentracyjnego, rewiduje swoje zamiary i próbuje pozostać apolitycznym. Wycofuje się z otaczającej go rzeczywistości i zostaje trybem w nazistowskiej machinie przemysłowej.
Film ukazuje losy zwykłego, prostego Niemca, który znajduje się w realiach państwa nazistowskiego i musi w nim dokonywać wyborów.